# 郭敦
郭敦（1370年—1431年），字仲厚，山東東昌府堂邑縣（今山東省聊城縣）人，明朝政治人物。

## 生平
洪武二十六年（1393年）以詩經中癸酉科山東鄉試举人，入太学。會試下第。後授戶部主事。歷升浙江衢州府知府，有惠政。永乐初年，因连坐受累被征，当地百姓百余人伏闕乞留，不得。廷臣均称赞其廉正，于是召为监察御史。出为河南左參政，調陝西。永乐十六年（1418年），因胡濙举荐，擢禮部右侍郎兼太僕寺卿，巡抚顺天。永乐二十年，督北征兵餉。
明仁宗即位，因喪禮不周，降太僕寺卿，升为戶部左侍郎，兼詹事府少詹事。宣德二年（1437年），晋户部尚书。宣德六年（1431年），卒於任。